# ألونزو جاكسون
ألونزو جاكسون (بالإنجليزية: Alonzo Jackson)‏ هو لاعب كرة قدم أمريكية أمريكي، ولد في 15 سبتمبر 1980 في أميريكوس في الولايات المتحدة.

## وصلات خارجية
- ألونزو جاكسون على موقع مرجع كرة القدم المحترفة.كوم (الإنجليزية)